# Alfred Grislawski
Alfred Grislawski (2 de noviembre de 1919 - 19 de septiembre de 2003) fue un militar y aviador alemán. 
Nació el 2 de noviembre de 1919 en Wanne-Eickel hijo de un minero antinazi. Puede que orientado por su padre, rechazó entrar en el Partido Nazi.
Tras dejar el colegio en julio de 1934 trabajó en una granja en Pomerania. A los dos años de estar de granjero decidió alistarse en la Marina, pero fue rechazado. Aun así se le ofreció entrar en la Aviación Naval, comenzando su entrenamiento. 
En el verano de 1938 ya entrenaba reclutas. 

## Segunda Guerra Mundial
En julio de 1940 fue enviado al 3/JG 52 con base en Zerbst, a unos 100 kilómetros de Berlín, tras haber sido retirado de las operaciones sobre el Canal de la Mancha.
Consiguió su primera victoria el 1 de septiembre de 1941 al derribar un I-16 soviético. En octubre su escuadrón fue destinado a Crimea y en ese traslado el Bf-109 de Grislawski tuvo un problema en el motor 
que le obligó a hacer un aterrizaje forzoso, pero tuvo suerte y salió ileso. 
Al final de 1941 ya tenía 11 victorias conseguidas sobre los cielos de Crimea. Su escuadrón fue enviado a Karkhov a principios de 1942 y Grislawski obtuvo un permiso para descansar en casa, volviendo a finales de febrero al frente. 
El 29 de abril fueron destinados de nuevo a Crimea para apoyar la ofensiva sobre la Kerch, y el 30 Grislawski acreditaba su vigésima victoria al derribar un I-15. 
Especialmente exitoso fue ese mes de mayo de 1942 en el que consiguió 22 victorias, 4 de ellas el mismo día 1. 
El 1 de julio de 1942 recibió la Cruz de Caballero con 43 victorias. Es curioso que recibiera la citada Cruz de Caballero sin haber recibido anteriormente la Cruz Alemana.
Esto se debe a que la Cruz Alemana era una condecoración con tintes políticos, y Grislawski, que jamás perteneció a las Juventudes Hitlerianas, no la recibió. Esto refuerza aún más la tesis del marcado antinazismo que le inculcó su padre. 
A finales de ese mes es enviado de permiso a casa. A finales de agosto de 1942 vuelve al frente y es asignado al 7/JG52 con base en el Cáucaso. En septiembre reclamó 16 victorias incluyendo 4 bombarderos Boston rusos derribados en un solo día. El 26 de enero de 1943 es ascendido a alférez, alcanzando la victoria 92 el 3 de febrero. El 27 de abril de 1943 llegó a la ansiada cifra de 100 victorias. 
El 15 de agosto de 1943, destinado en el JG 50 de Hermann Graf al que le uniría una amistad que duraría siempre, es destinado junto con su escuadrón a la caza de Mosquitos ingleses que eran usados como aviones de reconocimiento.
Grislawski comandaba el 1/JG 50 y derribó sus dos primeros B-17 americanos el 17 de agosto. En octubre fue ascendido a capitán y tuvo el mando del JG 50 temporalmente, ya que Graf había sido designado Kommodore del JG 1. 
El 6 de noviembre de 1943 fue nombrado Staffelkapitän del 1/JG 1 con base en Holanda y que operaba con cazas Fw-190. Su unidad, la 8/JG 1, tenía como misión combatir las escoltas de los bombarderos americanos. Esta unidad contaba con el nuevo BF-109 G-6/AS equipado para operaciones a altitudes mayores. 
Concedieron a Grislawski las Hojas de Roble para su Cruz de Caballero el 11 de abril cuando contaba con 122 victorias. 
Nuevamente de permiso se casó el 20 de mayo de 1944. En junio dirigió su escuadra para combatir los transportes que aterrizaban sobre Normandía. Poco más de una semana después fueron trasladados a Alemania tras haber sufrido grandes pérdidas. En estos momentos la Luftwaffe no pasaba por sus mejores momentos. 
Hasta el 26 de septiembre de 1944 que acreditó su victoria número 133 y última, combatió por toda la Europa occidental ocupada, enfrentándose a cazas P-51 y Spitfire, a raids de bombarderos... 
El fin de la guerra le pilló en los Alpes austriacos tras 800 misiones en las que consiguió 133 victorias, incluyendo 18 bombarderos B-17. 
Fue apresado y encarcelado por los americanos en Salzburgo, pero pronto fue puesto en libertad volviendo con su familia en Leuna. 
El problema es que Leuna estaba en la zona ocupada por los soviéticos. Se las arreglaron para pasar a la zona occidental, donde se le ofreció formar parte de la nueva Luftwaffe pero fue rechazado, ya que por las heridas de la guerra no se encontraba en condiciones. 
Murió el 19 de septiembre de 2003.

## Graf & Grislawski: un par de ases
En 2003 se publicó un libro escrito por Christer Bergström que contaba la historia de estos dos pilotos alemanes.
En su redacción colaboró el propio Alfred Grislawski, que aportó anécdotas personales y fotografías nunca publicadas anteriormente.
- Datos: Q4722758